# Hypena bonaberi
Hypena bonaberi là một loài bướm đêm trong họ Erebidae.